# Emanacions (Star Trek: Voyager)
"Emanacions" (títol original en anglès "Emanations") és el novè episodi de la primera temporada de la sèrie de televisió de ciència-ficció estatunidenca Star Trek: Voyager. Fou dirigit per David Livingston en base a un guió escrit per Brannon Braga. Aquest episodi es va emetre a UPN el 13 de març de 1995.
Ambientada al segle XXIV, la sèrie segueix les peripècies de la nau estel·lar de la Federació Unida de Planetes USS Voyager per tornar a casa des del Quadrant Delta amb una tripulació mixta de membres de la Federació i Maquis. En aquest episodi se centra en les experiències de Harry Kim, i també és conegut per una exploració dels conceptes de la vida després de la mort.

## Argument
La Voyager detecta la signatura d'un element pesant encara no descobert dins del sistema d'anells d'un planeta i organitza un equip per investigar els sistemes de cavernes d'una de les roques. En fer-ho, descobreixen nombrosos cossos humanoides, coberts d'una substància semblant a una teranyina, i conclouen que el sistema de cavernes és un cementiri. Descobreixen que el cementiri encara està en ús quan s'obre un "vacúol subespacial" i diposita un cos embolicat amb teranyines. Es comença a formar un altre vacúol i l'equip visitant és teletransportat per motius de seguretat, però l'alferes Harry Kim desapareix al vacúol i és substituït pel cos d'una dona alienígena, també embolicat en les teranyines.
Kim ha estat transportat a un dipòsit de cadàvers al món natal dels alienígenes i es troba en un dispositiu amb forma de càpsula, que els alienígenes obren per alliberar-lo. S'identifiquen com els Vhnori i creuen que Kim ha vingut de la "Pròxima Emanació", el seu nom per a la vida després de la mort. Les càpsules, quan s'activen, obren un vacúol i transporten el Vhnori moribund a l'interior de l'emanació. Confinat a l'edifici del dipòsit de cadàvers, Kim coneix Hatil, que la seva família ha programat per anar a la Pròxima Emanació. Hatil havia tingut un accident que va fer necessari que la seva família el cuidés. La confusió que envolta l'arribada de Kim al planeta reforça els seus dubtes sobre la naturalesa de la vida després de la mort i sobre voler anar a la Pròxima Emanació.
Mentrestant, a la Voyager, el Doctor reviu el cos de la dona que va substituir Kim. Es posa histèrica quan s'adona que l'altra vida no és com ella havia cregut. Finalment, accepta ser transportada a un vacúol en formació en un intent de ser retornada al seu món natal, però l'intent falla. El seu cos mort es rematerialitza, embolicat en la substància semblant a una teranyina.
Al món natal, Kim i l'Hatil acorden intercanviar llocs perquè Kim pugui ser transportat de tornada a través d'un vacúol utilitzant la càpsula funerària, i l'Hatil pugui escapar i viure la seva vida en un poble rural. L'Hatil embolica a Kim amb una mortalla funerària. La Voyager rescata Kim i el reviu després de ser transportat a través de la càpsula. Més tard, es preocupa per la seva experiència, però la capitana Kathryn Janeway el tranquil·litza dient que els seus escàners van detectar emanacions d'energia neuronal provinents dels cossos dels difunts Vhnori, i que un camp d'energia gegant fet de milers d'aquests patrons d'energia es troba al voltant del camp d'asteroides, cosa que indica una possible vida després de la mort per als Vhnori.

## Actors convidats
- Cecile Callan - Ptera
- Jeffrey Alan Chandler - Hatil
- John Cirigliano - Dr. Renora
- Robin Groves - Loria
- Martha Hackett - Seska
- Jerry Hardin - Dr. Neria

## Comentaris del repartiment
Tim Russ (escollit com a Tuvok) pensava que "Emanacions" (juntament amb "Elògium") eren històries que desafiaven conceptes, idees, actituds i tradicions, totes coses sobre les quals el creador de Star Trek Gene Roddenberry va escriure originalment sobre ciència-ficció: "Això, crec, és la part més important de Star Trek."

## Recepció
Aquesta sèrie tenia una qualificació Nielsen de 7,1 punts quan es va emetre el 1995. El llibre The Religions Of Star Trek va descriure l'episodi de televisió de Voyager "Emanacions" com una "exploració detallada i fascinant de l'altra vida i la resurrecció"..
Keith DeCandido el va qualificar a "tor.com" el 2020 com un bon episodi de "Star Trek: Voyager". Li va agradar com la tripulació de la "Voyager" tracta amb respecte la cultura Vhnori. També li va agradar l'escena final amb Janeway i Kim, que mostra quant es preocupa Janeway pel benestar del poble, així com la decisió de mantenir deliberadament en misteri la ubicació del món natal dels Vhnori. DeCandido també va elogiar l'actuació de Garrett Wang. Tanmateix, va criticar el fet que l'arribada inesperada de Kim entre els Vhnori hauria d'haver tingut un impacte molt més gran en la seva cultura del que es mostra a l'episodi. També va considerar que el tractament de la mort de Ptera era massa casual.
El 2021, Screen Rant va dir que aquest era un "examen fascinant de la vida i la mort" i un gran episodi per a Harry Kim.